# جينيفيف تاونسند
جينيفيف تاونسند (بالإنجليزية: Genevieve Townsend)‏ هي ممثلة أمريكية، ولدت في 4 ديسمبر 1897 في فري بورت في الولايات المتحدة، وتوفيت في 1 مايو 1927 في سويسرا.

## وصلات خارجية
- جينيفيف تاونسند على موقع IMDb (الإنجليزية)
- جينيفيف تاونسند على موقع أول موفي (الإنجليزية)
- جينيفيف تاونسند على موقع كينوبويسك (الروسية)